# 港晴
港晴（こうせい）は、大阪府大阪市港区にある町名。現行行政地名は港晴一丁目から港晴五丁目。

## 地理
港区の西部に位置し、東に田中と八幡屋、北東に石田と接している。

## 世帯数と人口
2019年（平成31年）3月31日現在の世帯数と人口は以下の通りである。
| 丁目       | 世帯数    | 人口    |
| ---------- | --------- | ------- |
| 港晴一丁目 | 380世帯   | 690人   |
| 港晴二丁目 | 852世帯   | 1,477人 |
| 港晴三丁目 | 751世帯   | 1,414人 |
| 港晴四丁目 | 541世帯   | 1,113人 |
| 港晴五丁目 | 0世帯     | 0人     |
| 計         | 2,524世帯 | 4,694人 |

### 人口の変遷
国勢調査による人口の推移。
| 1995年（平成7年）  | 6,547人 | [ 5 ] |  |
| 2000年（平成12年） | 5,966人 | [ 6 ] |  |
| 2005年（平成17年） | 5,373人 | [ 7 ] |  |
| 2010年（平成22年） | 4,908人 | [ 8 ] |  |
| 2015年（平成27年） | 4,697人 | [ 9 ] |  |

### 世帯数の変遷
国勢調査による世帯数の推移。
| 1995年（平成7年）  | 2,754世帯 | [ 5 ] |  |
| 2000年（平成12年） | 2,672世帯 | [ 6 ] |  |
| 2005年（平成17年） | 2,496世帯 | [ 7 ] |  |
| 2010年（平成22年） | 2,299世帯 | [ 8 ] |  |
| 2015年（平成27年） | 2,293世帯 | [ 9 ] |  |

## 事業所
2016年（平成28年）現在の経済センサス調査による事業所数と従業員数は以下の通りである。
| 丁目       | 事業所数  | 従業員数 |
| ---------- | --------- | -------- |
| 港晴一丁目 | 35事業所  | 268人    |
| 港晴二丁目 | 48事業所  | 1,148人  |
| 港晴三丁目 | 67事業所  | 380人    |
| 港晴四丁目 | 37事業所  | 260人    |
| 港晴五丁目 | 17事業所  | 333人    |
| 計         | 204事業所 | 2,389人  |

## 交通
- 阪神高速5号湾岸線・阪神高速16号大阪港線
天保山JCT・出入口
- 国道172号

## 施設
- 大阪市立港晴小学校
- 大阪港湾労働者福祉センター

## その他

### 日本郵便
- 〒552-0023[3]（集配局：大阪港郵便局[11]）